# Diego e Eu (Frida Kahlo)
Diego e Eu (espanhol: Diego y Yo) é uma pintura a óleo de 1949 da artista mexicana Frida Kahlo.
Em novembro de 2021, foi vendido em leilão na Sotheby's de Nova York por US$ 34,9 milhões, um recorde para uma obra de Kahlo e para uma obra de um artista latino-americano. Quebrou o recorde anteriormente detido pela pintura The Rivals (1931) de seu marido Diego Rivera que aparece em sua testa nesta obra.
É o último autorretrato de "busto" totalmente realizado que Kahlo completou antes de sua morte em 1954.